# Oleksandr Turchínov
Oleksandr Valentínovich Turchínov u Oleksandr Valentýnovych Turchýnov o Aleksandr Turchínov (ucraniano: Олекса́ндр Валенти́нович Турчи́нов; Dnipropetrovsk, RSS de Ucrania, Unión Soviética; 31 de marzo de 1964) es un economista y político ucraniano del partido pro-europeísta Batkivshchyna, miembro del Bloque Yulia Timoshenko. Tras la huida del presidente Víktor Yanukóvich en dirección desconocida el 21 de febrero de 2014, la Rada Suprema (parlamento) lo nombró presidente interino de Ucrania el 22 de febrero de 2014, siendo sucedido por Petró Poroshenko elegido presidente en las elecciones presidenciales de Ucrania de 2014.

## Biografía
Oleksandr Turchínov nació en Dnipropetrovsk, ciudad situada al centro-este del país. Se graduó en el Instituto Metalúrgico de Dnipropetrovsk en 1986, tras lo cual trabajó en Kryvorizhstal. En 1997, defendió la tesis de doctor en ciencias económicas. Viejo amigo de Yulia Timoshenko, la conoció desde muy joven en negocios en común en Dnipropetrovsk. En 1993, fue nombrado asesor de temas económicos para el primer ministro Leonid Kuchma. En diciembre, cofundó y fue elegido vicepresidente de Unión Ucraniana de Industriales y Empresarios. En 1994, funda junto a Pavló Lazarenko la afiliación política Hromada. También fue director del Instituto de Reformas Económicas entre enero de 1994 y 1998 y director de la Academia Nacional ucraniana de Ciencias.

## Política

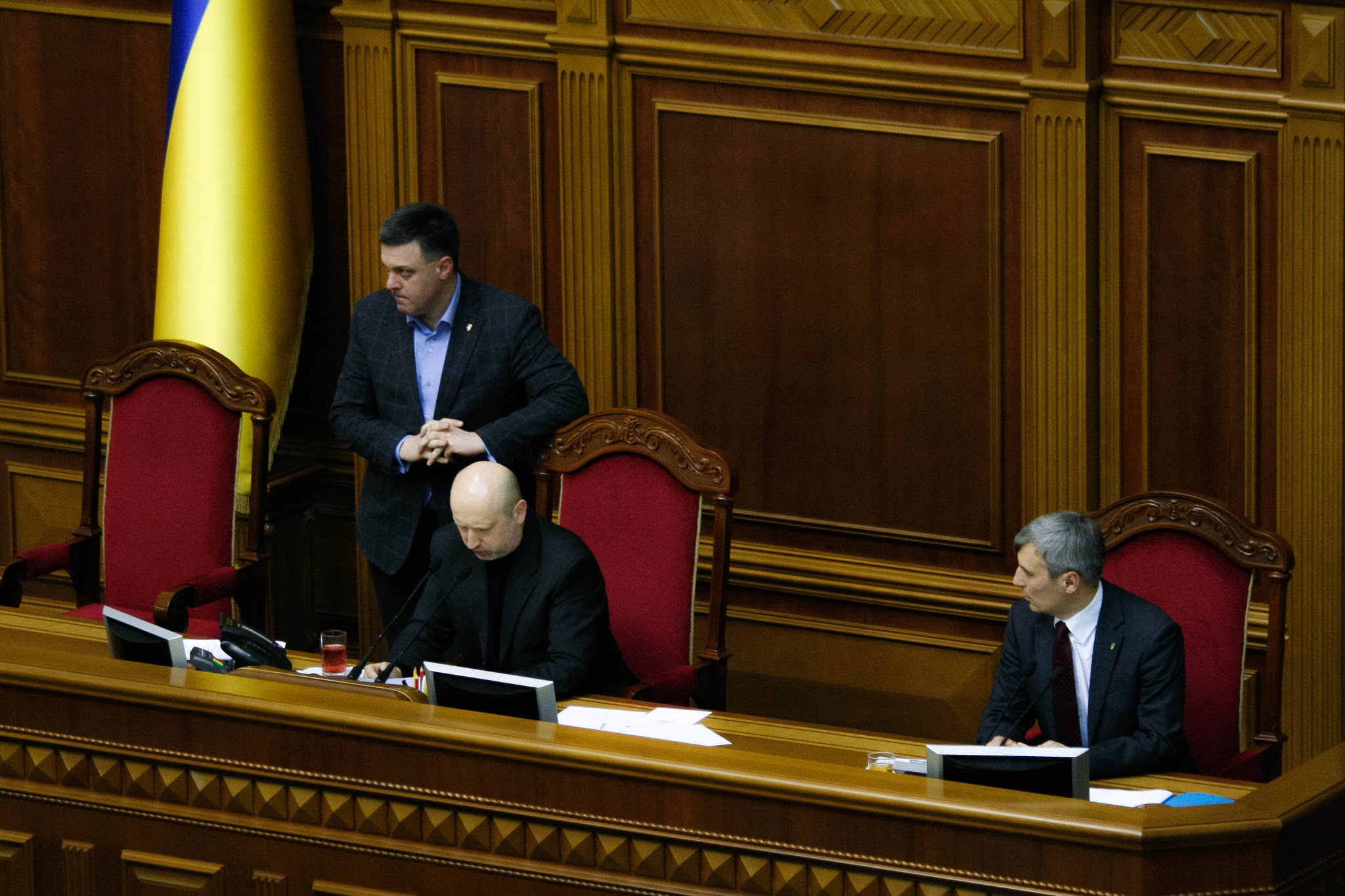
Turchínov en la Rada Suprema el 24 de febrero de 2014.

En las elecciones parlamentarias de 1998 se presenta como candidato por Hromada resultando electo.  Sin embargo, después del escándalo de Lazarenko ese mismo año, se deslinda del partido y, junto a Timoshenko, fundan Batkivschyna (BYuT), resultando reelecto diputado por esa afiliación en las elecciones de 2002 y 2006. Nuevamente reelegido en 2012.
El 4 de febrero de 2005, Turchínov fue nombrado jefe del servicio de seguridad de Ucrania, el primero en servir a ese cargo. En febrero de 2006, los fiscales del estado abren un expediente contra Turchínov y al diputado Andriy Kozhemiakin para poder así destruir un archivo de los 10 más buscados del FBI que inculpaban a Semyón Moguilévich, líder de la mafia rusa. Sin embargo, el caso fue desestimado cuatro meses después.
Se postula como candidato a alcalde de Kiev por BYuT, en las elecciones municipales de primavera de 2008 obteniendo el segundo lugar con 218 600 votos para un 19,13 %.
En diciembre de 2009 acusa al gobierno de Víktor Yúshchenko de fraguar un plan con Víktor Yanukóvich para destruir el gobierno de la primera ministra Yulia Timoshenko en las elecciones presidenciales de 2010.
Tras la derrota electoral de Timoshenko en la campaña presidencial de 2010, ésta es destituida de su cargo como primer ministro el 4 de marzo de 2010, encargándosele el puesto hasta el 10 de marzo, que el parlamento elige a Mykola Azárov.

## Vida privada
Está casado con Hanna Turchínova (n.1970) jefe de Lenguas Extranjeras de la Universidad Pedagógica Nacional de Dragománov. Tienen un hijo, Kyrylo (n.1994).
En 2004 publica el libro Ilusiones del Miedo. En 2005 escribió el guion para la filmación en la que está basada el libro. La película fue lanzada en Ucrania en septiembre de 2008 y participó en los premios Óscar en la categoría como mejor película en Lengua Extranjera.
Es un anciano anciano bautista y predicador ocasional en el Centro Palabra de Vida en Kiev, miembro de la Unión Evangélico Bautista de Ucrania.

### Postura frente al matrimonio homosexual
Turchínov se ha mostrado abiertamente en contra del matrimonio entre personas del mismo género, así como lo expresó en una entrevista en agosto de 2007, en la que se lo acusaba de ser muy conservador.

## Sucesión
| Predecesor: Víktor Yanukóvich | Presidente de Ucrania (interino) 22 de febrero de 2014-7 de junio de 2014 | Sucesor: Petró Poroshenko |
| Predecesor: Serhiy Arbúzov    | Primer ministro de Ucrania (interino) 22-26 de febrero de 2014            | Sucesor: Arseni Yatseniuk |